# Cideville
Cideville és un municipi francès situat al departament del Sena Marítim i a la regió de Normandia. L'any 2007 tenia 290 habitants.

## Demografia

### Població
El 2007 la població de fet de Cideville era de 290 persones. Hi havia 96 famílies de les quals 8 eren unipersonals (8 homes vivint sols), 40 parelles sense fills, 44 parelles amb fills i 4 famílies monoparentals amb fills.
La població ha evolucionat segons el següent gràfic:
Habitants censats

### Habitatges
El 2007 hi havia 107 habitatges, 101 eren l'habitatge principal de la família, 3 eren segones residències i 3 estaven desocupats. Tots els 106 habitatges eren cases. Dels 101 habitatges principals, 86 estaven ocupats pels seus propietaris, 14 estaven llogats i ocupats pels llogaters i 1 estava cedit a títol gratuït; 1 tenia dues cambres, 7 en tenien tres, 21 en tenien quatre i 72 en tenien cinc o més. 84 habitatges disposaven pel capbaix d'una plaça de pàrquing. A 34 habitatges hi havia un automòbil i a 67 n'hi havia dos o més.

### Piràmide de població
La piràmide de població per edats i sexe el 2009 era:
| Homes | Edats   | Dones |
| ----- | ------- | ----- |
| 0     | 95 o +  | 0     |
| 0     | 90 a 94 | 0     |
| 0     | 85 a 89 | 0     |
| 0     | 80 a 84 | 0     |
| 0     | 75 a 79 | 0     |
| 0     | 70 a 74 | 0     |
| 8     | 65 a 69 | 8     |
| 8     | 60 a 64 | 0     |
| 12    | 55 a 59 | 8     |
| 12    | 50 a 54 | 12    |
| 8     | 45 a 49 | 12    |
| 4     | 40 a 44 | 4     |
| 20    | 35 a 39 | 20    |
| 20    | 30 a 34 | 4     |
| 0     | 25 a 29 | 16    |
| 4     | 20 a 24 | 0     |
| 4     | 15 a 19 | 28    |
| 20    | 10 a 14 | 16    |
| 12    | 5 a 9   | 0     |
| 12    | 0 a 4   | 4     |

## Economia
El 2007 la població en edat de treballar era de 201 persones, 143 eren actives i 58 eren inactives. De les 143 persones actives 136 estaven ocupades (77 homes i 59 dones) i 7 estaven aturades (2 homes i 5 dones). De les 58 persones inactives 28 estaven jubilades, 18 estaven estudiant i 12 estaven classificades com a «altres inactius».

### Ingressos
El 2009 a Cideville hi havia 104 unitats fiscals que integraven 289 persones, la mediana anual d'ingressos fiscals per persona era de 20.344 €.

### Activitats econòmiques
Dels 9 establiments que hi havia el 2007, 1 era d'una empresa de fabricació d'altres productes industrials, 4 d'empreses de construcció, 1 d'una empresa financera, 1 d'una empresa de serveis, 1 d'una entitat de l'administració pública i 1 d'una empresa classificada com a «altres activitats de serveis».
Dels 4 establiments de servei als particulars que hi havia el 2009, 3 eren fusteries i 1 lampisteria.
L'any 2000 a Cideville hi havia 10 explotacions agrícoles que ocupaven un total de 455 hectàrees.

## Equipaments sanitaris i escolars
El 2009 hi havia una escola elemental integrada dins d'un grup escolar amb les comunes properes formant una escola dispersa.

## Poblacions més properes
El següent diagrama mostra les poblacions més properes.